# Kemal Güven
Kemal Güven (* 1921 in Erzincan; † 10. Juli 2013 in Ankara) war ein türkischer Politiker.
Güven absolvierte die Fakultät für Rechtswissenschaft an der Universität Ankara. Danach arbeitete er als Staatsanwalt. Er wurde bei den Parlamentswahlen 1954, 1957 und 1961 zum Abgeordneten der Provinz Kars in die Große Nationalversammlung der Türkei gewählt. Zwischen 1965 und 1969 arbeitete Güven erneut als Staatsanwalt. 1969 wurde er abermals zum Abgeordneten der Provinz Kars gewählt. Zwischen 1973 und 1977 war er Präsident der Großen Nationalversammlung der Türkei. Zwischen 1977 und dem 12. September 1980 war er wieder Abgeordneter.
| Vorgänger        | Amt                                                                                | Nachfolger    |
| ---------------- | ---------------------------------------------------------------------------------- | ------------- |
| Sabit Osman Avcı | Präsident der Großen Nationalversammlung der Türkei 18. Dezember 1973–5. Juni 1977 | Cahit Karakaş |

## Belege
1. ↑  Eski Meclis başkanı Kemal Güven vefat etti, türkisch, abgerufen am 11. Juli 2013

| Personendaten    | Personendaten                      |
| ---------------- | ---------------------------------- |
| NAME             | Güven, Kemal                       |
| KURZBESCHREIBUNG | türkischer Politiker, Staatsanwalt |
| GEBURTSDATUM     | 1921                               |
| GEBURTSORT       | Erzincan                           |
| STERBEDATUM      | 10. Juli 2013                      |
| STERBEORT        | Ankara, Türkei                     |